# Nermedin Selimov
Nermedin Selimov (bulgare : Нермедин Селимов), né le 3 janvier 1954 à Bisertsi (bg) (Razgrad), est un lutteur libre bulgare.

## Carrière
Concourant dans la catégorie des moins de 52 kg (catégorie poids mouches), Nermedin Selimov est médaillé de bronze aux Jeux olympiques d'été de 1980 à Moscou. Il est également champion d'Europe en 1978 et en 1980.